# Gaylussacia decipiens
Gaylussacia decipiens är en ljungväxtart som beskrevs av Adelbert von Chamisso. Gaylussacia decipiens ingår i släktet Gaylussacia och familjen ljungväxter. Inga underarter finns listade i Catalogue of Life.